# Arrondissement judiciaire de Dinant
Subdivisions
L'arrondissement judiciaire de Dinant était l'un des deux arrondissements judiciaires de la province belge de Namur et un des neuf qui dépendaient du ressort de la Cour d'appel de Liège. Il fut formé le 18 juin 1869 lors de l'adoption de la loi sur l'organisation judiciaire et fait partie de l'arrondissement judiciaire de la province de Namur depuis la fusion des arrondissements judiciaires de 2014.

## Subdivisions
L'arrondissement judiciaire de Dinant était divisé en 4 cantons judiciaires,. Il comprenait 22 communes, celles des arrondissements administratifs de Dinant et de Philippeville.
Note : les chiffres et les lettres représentent ceux situés sur la carte.
1. Canton judiciaire de Beauraing-Dinant-Gedinne
      1. Anhée
  2. Beauraing
  3. Bièvre
  4. Dinant
  5. Gedinne
  6. Houyet
  7. Vresse-sur-Semois
  8. Yvoir
2. Canton judiciaire de Ciney-Rochefort
      1. Ciney
  2. Hamois
  3. Havelange
  4. Rochefort
  5. Somme-Leuze
3. Canton judiciaire de Couvin-Philippeville
      1. Cerfontaine
  2. Couvin
  3. Doische
  4. Philippeville
  5. Viroinval
4. Canton judiciaire de Florennes-Walcourt
      1. Florennes
  2. Hastière
  3. Onhaye
  4. Walcourt